# 扶君乡
扶君乡，是中华人民共和国四川省南充市西充县曾经下辖的一个乡。2019年10月，撤销扶君乡和金山乡，将其所属行政区域划归多扶镇管辖。

## 行政区划
扶君乡撤销前下辖以下地区：
李村沟村、会龙关村、芦家坝村、赵家湾村、罐子坝村、长林坝村、泥巴寺村、雷家沟村和黄家沟村。